# مسلم بن إبراهيم
مسلم بن إبراهيم، أبو عمرو الأزدي الفراهيدي مولاهم البصري، القصاب.(130 هـ - 222 هـ)، محدث من أئمة ورواة الحديث الثقات ومسند البصرة، مات في صفر سنة اثنتين وعشرين ومائتين.

## أخباره
- قال أبو إسماعيل الترمذي: «سمعت مسلم بن إبراهيم يقول: كتبت عن ثمانمائة شيخ، ما جزت الجسر».
- قال أبو داود: «ما رحل مسلم إلى أحد، وكتب عن قريب من ألف شيخ، وهؤلاء أصحاب شيوخ: مسلم بن إبراهيم، وعبد الصمد، وإسحاق بن إدريس».
- وقال أيضا: «كان مسلم يحفظ حديثه عن قرة، ويحفظ حديث هشام، وحديث أبان العطار، يهذه هذا، وهو أحب إلينا من ابن كثير، كان ابن كثير - يعني محمدا - لا يحفظ ، وكانت فيه سلامة».
- قال نصر بن علي: «سمعت مسلم بن إبراهيم يقول : قعدت مرة أذاكر شعبة عن خالد بن قيس ، فقال : كدت تلقى أبا هريرة - يريد على سبيل المبالغة».
- قال أحمد بن عبد الله العجلي: «كان مسلم يسكن البصرة في دار كبيرة ، وإنما معه أخته عجوز كبيرة ، وكان أصحاب الحديث إذا أرادوا أن يغيظوه قالوا : أختك قدرية ، فيقول : لا والله إلا مثبتة . وكان ثقة عمي بأخرة ، وروى عن سبعين امرأة» .
- قال أبو زرعة: «سمعت مسلم بن إبراهيم يقول: ما أتيت حلالا ولا حراما قط ، وكان أتى عليه نيف وثمانون سنة».
- قال أبو حاتم: «كان لا يحتاج إليه - يعني الجماع - وهو ثقة صدوق».

## روايته للحديث النبوي
- حدث عن: عبد الله بن عون يسيرا، وعن قرة بن خالد، ومالك بن مغول، وسعيد بن أبي عروبة، وهشام الدستوائي، وإسماعيل بن مسلم العبدي، وأبي الغصن دجين اليربوعي، وأبي خلدة خالد بن دينار، وشعبة بن الحجاج، وهمام، وأبان، وسلام بن مسكين، ويزيد بن إبراهيم، وعبد الله بن المثنى، والأسود بن شيبان، ومحمد بن فضاء، والمستمر بن الريان، ووهيب، والقاسم بن الفضل الحداني، ومبارك بن فضالة، وخلق سواهم .
- حدث عنه: البخاري، وأبو داود، وهو أكبر شيخ لأبي داود، ويحيى بن معين، ونصر بن علي، ومحمد بن يحيى، وزيد بن أخزم، وحجاج بن الشاعر، وعبد بن حميد، وعبد الله بن عبد الرحمن الدارمي، وأبو زرعة، وأبو حاتم، وأحمد بن أبي خيثمة، وأحمد بن الفرات، ويحيى بن مطرف، وإسماعيل سمويه، وحفص بن عمر الرقي سنجه، ومحمد بن أيوب بن الضريس، وأبو مسلم الكجي، ومحمد بن عثمان بن أبي سويد، وأبو خليفة، وعلي بن عبد العزيز، ومحمد بن عبد الله بن سنجر الجرجاني، وخلق كثير .[4]

## الجرح والتعديل
- قال أبو حاتم الرازي : ثقة صدوق.
- قال أبو حاتم بن حبان البستي : من المتقنين.
- قال أحمد بن صالح الجيلي : ثقة.
- قال ابن حجر العسقلاني : ثقة مأمون مكثر، عمي بصره بأخرة.
- قال عبد الباقي بن قانع البغدادي : صالح.
- قال محمد بن سعد كاتب الواقدي : ثقة.
- قال يحيى بن معين : ثقة مأمون.[5]